# Alexander Mountbatten, markis av Carisbrooke

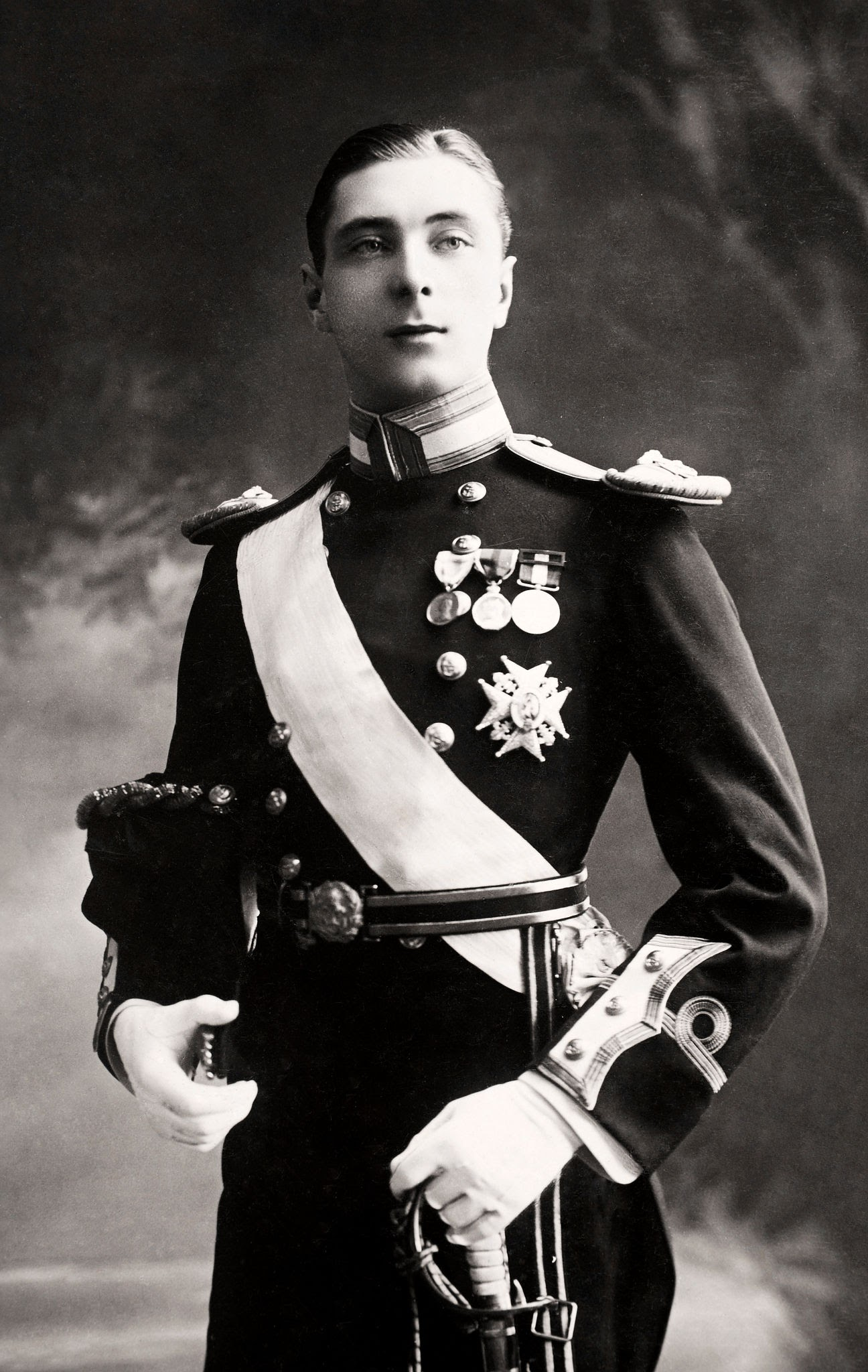
Prins Alexander, ca. 1905

Prins Alexander Mountbatten, förste markis av Carisbrooke, född 23 november 1886 på Windsor Castle , död 23 februari 1960 på Kensington Palace i London, var äldste son till prinsessan Beatrice av Storbritannien, drottning Viktorias yngsta dotter, och prins Henry av Battenberg. 
Under sina första trettio år titulerades Alexander prins av Battenberg, men år 1917 blev han tvungen att avsäga sina tyska titlar, till följd av det första världskriget. Hans kusin, kung Georg V av Storbritannien, lät samma år utnämna Alexander till markis av Carisbrooke som kompensation, vilket gjorde honom till ledamot av det brittiska parlamentets överhus.

## Familj
Alexander gifte sig den 19 juli 1917 i Chapel Royal inom S.t James's Palace i London med lady Irene Denison (1890-1956), dotter till earlen av Londesborough. De fick en dotter; lady Iris Mountbatten (1920-1982). Eftersom Alexander inte hade någon son som kunde ärva honom, dog titeln "markis av Carisbrooke" ut med honom.
Alexander Mountbatten, inom familjen känd som "Drino", blev med åren den siste överlevande av drottning Viktorias manliga barnbarn.